# Георгије Бибеску
Георгије Бибеску (26. април 1804. - 1. јун 1873) је био влашки кнез од 1843. до 1848. године.

## Биографија
Рођен је 1806. године у Крајови као старији син Димитрија Бибескуа, припадника влашке бољарске породице Бибеску. Студирао је права у Паризу. Након повратка у Влашку, Бибеску је изабран у Скупштину која је основана након доношења Органских статута (1831). Статути су донети под притиском Руске империје након победе над Османлијама у Руско-турском рату (Једренски мир). Румунија је добила право избора кнеза. На престо је дошао Александар II Гика.

### Владавина
Русија је тражила усвајање додатног члана Органског статута да би спречила сваку њихову измену без пристанка руског и османског двора. Гика је морао да изврши притисак у Влашкој. Супротставио се националистима и либералима и изгубио потпору гарантујуће и сизерене силе које су га на крају 7. октобар 1842. године смениле. На његово место је изабран Георгије Бибеску који се споразумео са Молдавијом о укидању царинских баријера, прихватању закона о заједничком држављанству и употреби званичног назива Уједињене кнежевине. Раздор са законодавним телом је бивао све већи, те је кнез још више био упућен на Русију, а његова власт је била све угроженија. Захваљујући уклањању османских ограничења омогућено је потпуно коришћење богатих подунавских поља и слободна трговина. Крај ратовања и немира, мере против зараза, већа стабилност пореза и повећан ред у управи, не само да су смањили исељавање већ су и привукли досељенике у кнежевине. Становништво је са неких 3 нарасло на 4 милиона у периоду 1830-1850. године. Створени су нови градови, а стари су се ширили. Луке на ушћу Дунава, Галац у Молдавији и Браила у Влашкој, досегли су до 1840. године 40 000 становника. Знатан део средње класе, нарочито у Молдавији, били су странци. Либералније одредбе Једренског мира привукле су Јевреје из Русије и Хабзбуршке монархије. Пошто им је као странцима било забрањено да поседују земљу, чак и да станују на селу као трговци и занатлије, они су се населили у градовима или рецимо држали крчме. Бојари су желели да стекну што више земље да би произвели жито и за извоз, а статути су им ограничили право власничке трећине. Зависни сељаци су имали право обраде 2/3 земље у замену за десетак. Међутим, бојари су у пракси успевали да смање оно што је било намењено сељацима, тако да је већина морала да узме у закуп више земље. Пољопривреда је расла, али није могла да задовољи растуће унутрашње и потребе међународног тржишта. Најважнија привредна грана била је производња хране. Међу богатим бојарима усталио се обичај да своје потомке шаљу на школовање у Француску где су им била отворена врата свих политичких и уметничких кружока, што није био случај са српским и грчким ученицима. Скоро сви Румуни у Паризу узели су учешће у тамошњим догађајима фебруара 1848. године, а револуција је преко њих пристигла и у кнежевине. Након догађаја у Јашију и Букурешту оне су остале без кнежева. У Влашкој је на престо дошао Бибескуов брат Барбу Штирбеј. Бибеску бежи у Париз где је умро 1873. године.